# Ditka
Ditka je žensko osebno ime.

## Izvor imena
Ime Ditka je različica ženskega osebnega imena Edita.

## Pogostost imena
Po podatkih Statističnega urada Republike Slovenije je bilo na dan 31. decembra 2007 v Sloveniji število ženskih oseb z imenom Ditka: 24.

## Osebni praznik
Ditka lahko goduje takrat kot Edita.

## Znana imena
- Ditka Haberl
- Ditka Čepin (tudi samo Ditka)